# IC 1484
IC 1484 ist eine Galaxie vom Hubble-Typ S im Sternbild Pegasus am Nordsternhimmel. Sie ist schätzungsweise 606 Millionen Lichtjahre von der Milchstraße entfernt.
Das Objekt wurde am 2. Dezember 1893 von Stéphane Javelle entdeckt.